# Kukavice (Čajniče, BiH)
Kukavice su naseljeno mjesto u općini Čajniču, Republika Srpska, BiH. Nalaze se na zapadnoj obali rijeke Radojne, sjeverno od utoka potoka u Radojnu kod Todorovića i južno od ušća Tuhova u Radojnu, nedaleko od granice sa Srbijom. Prema istoku je općina Rudo, Bjelugovina i enklava Republike Srbije koji je dio Strmca u općini Priboju, a prema jugu je tromeđa BiH - Crna Gora - Srbija. Ova enklava nije isto što i enklava BiH u Srbiji koju čine sela Sastavci, Kasidoli, Crnuzi, Luka.
Kuriozitet sela Kukavice je što popis 1961. bilježi 83% Hrvata u ovom selu, a samo jednog Muslimana. Već sljedeći popis 1971. svi popisani stanovnici izjašnjavaju se kao Muslimani, iz čega se izvodi zaključak da su se mjesni muslimani 1961. izjasnili kao Hrvati. Po tome su Kukavice uz Slatinu na Batovci bile najudaljenije većinski hrvatsko selo u ovom dijelu BiH.
Godine 1985. pripojene su naselju Todorovićima (Sl.list SRBiH, br.24/85).

## Stanovništvo
| Narod     | Popis 1961. | Popis 1971. | Popis 1981. |
| --------- | ----------- | ----------- | ----------- |
| Hrvati    | 152         |             |             |
| Muslimani | 1           | 140         | 81          |
| Srbi      | 30          |             |             |
| ostali    |             |             | 1           |
| Ukupno    | 183         | 140         | 82          |